# A Selva (2002)
A Selva é um filme luso-hispano-brasileiro de 2002, dos géneros aventura e drama romântico-biográfico, realizado por Leonel Vieira, com guião de Izaías Almada e João Nunesbaseado no romance A Selva, de Ferreira de Castro, que retrata experiências suas durante a sua permanência no Brasil.

## Sinopse
Em 1912, o jovem monarquista português Alberto emigra para o Brasil após o fim do regime e acaba se exilando em Belém do Pará, onde consegue trabalho num seringal, em plena selva amazônica. Do seringal, Alberto vai trabalhar num armazém, onde se envolve com a mulher do gerente.

## Elenco
- Diogo Morgado - Alberto
- Karra Elejalde - Velasco
- Maitê Proença - Dona Yayá
- Chico Díaz - Firmino
- Cláudio Marzo - Juca Tristão
- Gracindo Júnior - Sr. Guerreiro
- José Dumont - Agostinho
- Roberto Bonfim - Caetano
- João Acaiabe - Tiago
- Carlos Santos - Macedo
- António Melo - Filipe
- Ruy de Carvalho - Comendador
- Francisco Mendes - Mulato